# Майда, Луиса
Луиса Кристина дель Росарио Майда Лейва (исп. Luisa Cristina del Rosario Maida Leiva, род. 7 октября 1979, Сан-Сальвадор) — сальвадорский стрелок, участница двух Олимпиад, призёр Панамериканских игр.

## Биография
Луиса Майда начала заниматься пулевой стрельбой в 1998 году. Уже через два года она смогла квалифицироваться для участия в сиднейской Олимпиаде. Там она принимала участие в двух видах программы, но  как в стрельбе из пневматического пистолета, так и в стрельбе из пистолета на дистанции 25 метров заняла далёкие места.
В 2001 году сальвадорская спортсменка завоевала бронзу на континентальном первенстве в стрельбе из пневматического пистолета, а через четыре года в этой же дисциплине завоевала серебряную медаль.
На Панамериканских играх 2007 года Майда завоевала бронзу и серебро в стрельбе из пистолета и пневматического пистолета соответственно и квалифицировалась на Олимпиаду-2008.
В Пекине она заняла скромное 34-е место в стрельбе из пневматического пистолета. Значительно удачнее она выступила в стрельбе из пистолета на двадцатипятиметровой дистанции. В квалификации она набрала 582 очка и прошла в финальные соревнования с шестым результатом. Но в финале её выступление было не особо удачным: лучшим выстрелом спортсменки стал результат 10.5, а в одном из выстрелов она и вовсе набрала 6.6 балла. Это не позволило ей бороться за медали, и с результатом 774,0 она заняла в финале последнее, 8-е место.

## Статистика выступлений на Олимпийских играх
| Соревнование                       | 2000   | 2008        |
| ---------------------------------- | ------ | ----------- |
| Пистолет, 25 метров                | 41 557 | 8 582+192.0 |
| Пневматический пистолет, 10 метров | 36 368 | 34 557      |